# Karl Samuel Wild
Karl Samuel Wild (* 13. April 1765 in Bern; † 5. Juni 1848 ebenda) war ein Schweizer Beamter, Archivar und Schriftsteller.

## Leben
Karl Samuel Wild stammt aus einem Geschlecht, das viele Gelehrte, Staatsmänner und Soldaten hervorgebracht hat. Er war der Sohn des Salinen-Salzdirektors zu Roche Abraham Friedrich David Wild (* 8. April 1737 in Yverdon; † 19. Dezember 1807 in Bern) und Maria Magdalena Rosselet (* 29. Januar 1738 in Bern; † 4. Mai 1803 ebenda).
Er besuchte die Hohe Schule und das Politische Institut in Bern.
Von 1793 bis 1798 war er Sekretär und Mitglied des Salinendirektoriums, in dieser Zeit wurde er 1795 zum Mitglied des Großen Rates der Stadt und Republik Bern ernannt. 1798 wurde durch das Einrücken der Franzosen in die Schweiz die alte Eidgenossenschaft gestürzt und es entstand die Helvetische Republik. Karl Samuel Wild, der sich inzwischen aus dem Staatsdienst zurückgezogen hatte, wurde wieder zurück berufen und war anfangs Oberschreiber des gesetzgebenden Rates. Im Juli 1800 übernahm er provisorisch das Ministerium der Künste und Wissenschaften, als der Minister Stapfer als helvetischer Gesandter nach Paris ging. Kurz darauf gab er das Ministerium wieder ab, nahm es jedoch im Oktober 1801 wieder auf, nachdem ein Staatsstreich die helvetische Tagsatzung auflöste und Verfassung und Regierung willkürlich geändert wurden und der zuständige Minister entlassen wurde. Auch diese Übernahme währte nur kurze Zeit. 1802 führte er als Oberschreiber des Senats das Protokoll der helvetischen Notabeln-Versammlung, die als neuer Verfassungsrat zusammen trat; bis zur Auflösung der Helvetik war er in verschiedenen Ämtern tätig.
Als die von Napoleon eingeführte Mediationsverfassung zu ihrer ersten Tagsatzung im Juli 1803 die Verhältnisse neu ordnete, wurde auch beschlossen, Karl Samuel Wild die Leitung eines neu zu schaffenden Archives zu übertragen, das die Akten der vergangenen Jahrhunderte bis zur Gegenwart archivieren sollte. Obwohl der Archivar nach der Verfassung alle zwei Jahre neu gewählt werden musste, behielt er dieses Amt bis zu seinem Lebensende; auf ihn geht die Ordnung des helvetischen Zentral- und Mediationsarchiv im Bundesarchiv zurück. Karl Samuel Wild war auch als Sekretär bei verschiedenen Staatskommissionen seines Heimatkantons tätig.
Von 1803 bis 1831 war er Mitglied des Großen Rates, von 1804 bis 1831 Obergerichtsschreiber und von 1804 bis 1830 Berner Großrat.
Karl Samuel Wild wurde von den verschiedensten politischen Parteien in seinen Ämtern belassen, so dass er nicht nur ein kantonaler, sondern eidgenössischer Beamter wurde, der zum Schluss unter verschiedenen Verfassungen und Regierungen 50 Jahre bis zu seinem Tod in eidgenössischen Diensten stand.
Er war auch schriftstellerisch tätig und veröffentlichte „Über die Einrichtung einer Brandkassekuranz-Anstalt im Kanton Bern“ und schuf damit ein anregendes erstes Werk in der Schweiz zu dieser Thematik, außerdem schrieb er lyrische Berichte und Epigramme in verschiedenen schweizerischen Musenalmanachen und anderen verstreuten Sammlungen.
Karl Samuel Wild heiratete am 13. November 1802 in Oberbalm Maria Elisabeth Meyer (* 28. August 1777 in Bern; † 30. April 1828 ebenda), eine Tochter des Tischmachers und Totengräbers Jakob Samuel Meyer (* 28. April 1750 in Bern; † 9. Mai 1806 ebenda), die Ehe wurde 1822 geschieden. Aus der Ehe gingen zwei Kinder hervor.

## Werke
- Reglement für den gesetzgebenden Rath. Bern : Nationalbuchdruckerey, 1800.
- Ueber die Errichtung einer Brand-Assecuranz-Anstalt in dem Canton Bern: drey bey der löblichen öconomischen Gesellschaft zu Bern eingelangte Preisschriften. Bern, gedruckt bey Emanuel Hortin 1789
- Proklamation: die Verwaltungs-Kammer des Cantons Bern, an die Pfarr-Gemeinden und Pfarrer des Cantons. Bern 1798.
- Die Schlacht vor Dorneck (1499): In drey Gesängen. Erscheinungsort nicht ermittelbar, Verlag nicht ermittelbar 1790